# 中国西电集团
西安电力机械制造公司为中国高压、超高压输配电设备和其他电力产品的主要生产企业，是中国中央企业之一。员工超过18000人。
2017年12月，经国务院国资委批准，中国西电集团由全民所有制企业改制为有限责任公司（国有独资）。
2021年9月25日，经国务院国资委批准，中国西电集团有限公司整体划入中国电气装备集团有限公司。中国西电集团有限公司不再作为国务院国有资产监督管理委员会履行出资人职责的企业。
2021年9月25日，中国西电集团与国家电网公司下属许继集团、平高集团、山东电工电气集团及南瑞恒驰、南瑞泰事达、重庆博瑞重组成中国电气装备集团有限公司。
中国西电集团参与"一带一路"建设
中国西电集团自2013年"一带一路"倡议提出以来,积极参与海外项目建设。截至2023年,公司产品和技术已出口至100多个国家和地区。主要项目包括:
东南亚:
印尼: 设立合资公司,生产500kV级电力变压器
菲律宾: 建设MVIP直流输电工程
老挝: 完成Hongsa输变电成套项目
马来西亚: 承建输电线路项目
南亚和中东:
巴基斯坦: 建设首条±660kV直流输电工程
沙特阿拉伯: 为NEOM电解水制氢项目提供设备
乌兹别克斯坦: 签约500kV环网输电线路EPC项目
非洲:
埃及: 中标两个变电站项目,总价值约2.57亿元人民币